# 接触者
接触者是一个广义的流行病学概念，通常是指进行接触者追踪等流行病学调查工作时，排查到的具有被感染风险的一类人群。根据与“传染源”接触的方式、时长、距离、被感染风险等的不同，可以分为密切接触者（密接者）、次密切接触者（次密接者）、一般接触者、时空伴随者等不同的类型，不同类型接触者的因应措施有所差异。接触者的概念在2019冠状病毒病疫情中被广泛使用。

## 密切接触者
密切接触者 (密接者)通常是指与传染源有接触、且接触程度导致自身被感染风险较高的人员。
该概念在不同地区的具体定义有所差异，如根据中国疾病预防控制中心的定义，密切接触者是指在对于疑似病例、临床诊断病例和确诊病例有症状时或症状出现前2天、或无症状感染者标本采样前2天内，在未采取有效防护与其在1米内有接触的人员。而根据美国佛蒙特州卫生部门的定义，密切接触者是指在某人具有传染性时，与其相距不到两米、并在 24 小时内累计持续15分钟或更长时间的人员。

## 次密切接触者
次密切接触者（次密接者）是“密切接触者的密切接触者”的简称.
次密切接触者是指密切接触者与病例或无症状感染者的首次接触至该密切接触者被隔离管理前，与密切接触者有共同居住生活、同一密闭环境工作、聚餐和娱乐等近距离接触但未采取有效防护的人员。

## 一般接触者
一般接触者，综合中国疾病预防控制中心发布的《新型冠状病毒肺炎病例密切接触者调查与管理指南》和一些中国内地地方政府的规定。一般接触者是指与疑似病例、确诊病例和无症状感染者在乘坐飞机、火车和轮船等同一个交通工具、共同生活、学习、工作以及诊疗过程中有过接触，以及共同暴露于商场、 公交车站、地铁内等公共场所的人员，但又不符合密切接触者判定原则的人员。

## 时空伴随者
时空伴随者的概念在中国内地防控冠病毒病时期出现的，最早于2021年见诸于媒体报道，通常，时空伴随、时空交叉、时空重合都统一作为一个名词进行解释。
该概念在中国内地各地方政府的定义中有所差异，但是通常特指这样一类人员：与新冠确诊者的手机号码在同一时空网格内（范围是800m×800m）共同停留超过10分钟，并且近14天任意一方的手机号码累计停留时长超过30小时以上的人。身体上擦肩而过或者通信讯号上的漂移，都有可能被认定为“时空伴随者”，被认定者的健康码会由绿色变为黄色。

## 备注
1. ↑  首次接触的时间是指“病例发病前2天或无症状感染者标本采样前2天至被隔离管理前这段时间内，密切接触者与病例或无症状感染者的第一次接触”